# Чиханье

Чиханье в записи 1894 года, сделанное Томасом Эдисоном с помощью кинетоскопа.

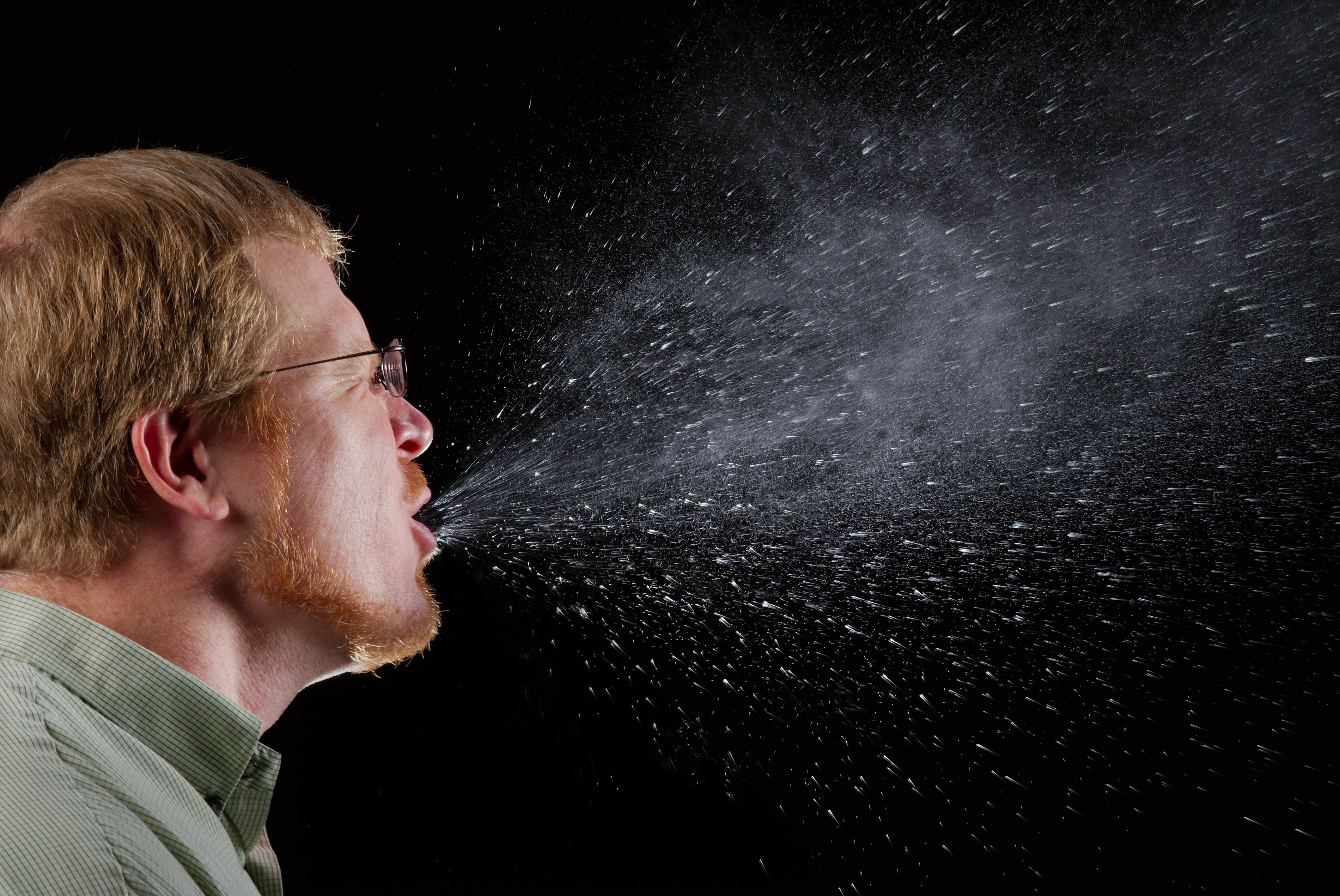
Чиханье

Чиха́нье, чиха́ние, стернута́ция (лат. sternutatio) — защитный безусловный рефлекс человека и высших животных, обеспечивающий удаление из верхних дыхательных путей пыли, слизи и других раздражающих агентов путём форсированного выдоха, преимущественно через носоглотку, после короткого глубокого вдоха. В отличие от кашля, при чиханье язык прижимается к мягкому нёбу, поэтому форсированный выдох осуществляется не через рот.
Таким образом, процесс сводится к следующему:
- предшествующее ощущение щекотания в носу[3]
- глубокий вдох и наполнение лёгких воздухом[3]
- поднятие мягкого нёба, сокращение передних дужек зева, прилегание спинки языка к твёрдому нёбу, изолирующие носоглотку и ротовую полость[3], закрытие глаз[4]
- сокращение межрёберных мышц, диафрагмы и прямых мышц живота, мышц гортани (с закрытием голосовой щели), что создаёт повышенное внутригрудное и внутрибрюшное давление[5]
- энергичное выдыхание с открытием носоглотки[3]

Скорость прохождения воздуха наружу на уровне голосовой щели достигает 50—120 м/с, а объемная скорость воздушного потока — до 12 л/с.. Поток воздуха, проходящий через носовую и ротовую полости, захватывает капельки слизи и слюны, которые в распыленном виде разносятся на расстояние до 2-3 м.

## Причины
Чихание преимущественно возникает при раздражении слизистой оболочки полости носа или носоглотки пылевыми агентами (пух, шерсть, домашняя пыль и др), аллергенами и другими раздражающими веществами, а также при искусственном механическом раздражении.
Среди аллергенов чаще всего провоцируют чиханье пыльца, плесень, чешуйки кожи животных и частички пыли. К веществам, которые наиболее часто являются раздражителями, относятся табачный дым и различная парфюмерная продукция. Чихание также может возникать при инфекционных заболеваниях и заболеваниях верхних дыхательных путей.
Также чихание может быть спровоцировано быстрыми изменениями температуры окружающей среды, например, при входе человека в помещение с низкой температурой воздуха после пребывания в условиях высокой температуры окружающей среды и наоборот, при переходе из холодной улицы в теплое помещение. Некоторые лица отмечают чихание при взгляде на яркий свет, при касании или ушибе носа.
Накануне родов ряд женщин часто жалуются на чиханье и набухание слизистой оболочки носа — так называемый ринит беременных, связанный с гормональными изменениями в организме роженицы.
Описан феномен взаимосвязи некоторых случаев чихания с мыслями о сексе и оргазмом.

## Рефлекторная дуга
Акт чихания координируется нервными клетками ретикулярной формации на уровне продолговатого мозга. Афферентные импульсы от механо- и хеморецепторов слизистой оболочки средней носовой раковины и носовой перегородки поступают по волокнам решётчатого нерва в ганглий тройничного нерва (гассеров узел) и далее к нейронам дыхательного центра. Сочетание сокращений мышц носоглотки и дыхательной мускулатуры обеспечивается потоком эфферентных возбуждений по диафрагмальному и межрёберным нервам, а также по языкоглоточному, блуждающему и подъязычному нервам; часто происходит сокращение мышц лица за счёт включения лицевого нерва и моторных волокон тройничного нерва.
При чиханье в ответ на раздражение сетчатки ярким светом афферентные волокна чихательного рефлекса представлены nn. nasociliares (также ветви тройничного нерва).
При бульбарном параличе возможно нарушение чихательного рефлекса.

## Значение
Чихание является защитным рефлексом, обеспечивающим удаление из верхних дыхательных путей инородных веществ. При этом является важным симптомом целого ряда заболеваний (острых респираторных и аллергических). Возникает также при действии раздражающих отравляющих веществ (люизит, армин и др.). При чихании происходит распространение воздушно-капельным путём возбудителей многих инфекций (грипп, корь, ветряная оспа и др.).

## Социальный аспект
- Во многих странах существуют различные традиционные ответы чихающему[англ.], чаще всего, заключающиеся в пожелании здоровья («Будьте здоровы»).
- С древних времён существует суеверие, что чихание во время разговора подтверждает сказанное. Одно из первых упоминаний этого можно встретить в Одиссее Гомера[7].
- В «Записках у изголовья» Сэй-Сёнагон можно найти упоминание о совершенно противоположном суеверии: считалось, что если кто-то из присутствующих чихает во время разговора — значит, говорящий лжёт[8].
- Существуют различные народные приметы относительно данного процесса. Надо заметить, что в разных источниках предоставляются различные варианты толкования чихания.[9]

## В литературе
Чихать никому и нигде не возбраняется. Чихают и мужики, и полицмейстеры, и даже иногда тайные советники. Все чихают.— А. П. Чехов. «Смерть чиновника»